# Pista Automóvel de Montalegre
A Pista Automóvel de Montalegre é um circuito de desportos motorizados em Montalegre, no distrito de Vila Real, em Portugal.
O circuito é específico para competições de rallycross, autocross, e outras categorias parecidas. Seu piso consiste em 60% sendo asfalto e 40% sendo de terra batida. Possui 1.050 km de extensão, contando com o percurso da volta joker. O circuito sediou o Euro RX de Portugal do Campeonato Europeu de Rallycross em 2007, de 2009 a 2011, de 2013 a 2019 e 2021, e o Campeonato Mundial de Rallycross em 2014 a 2018 e 2021.

## Campeões

### World RX de Portugal
| Ano  | Piloto               | Equipe                       | Resumo |
| ---- | -------------------- | ---------------------------- | ------ |
| 2020 | Niclas Grönholm      | GRX-SET World RX Team        | Resumo |
| 2018 | Johan Kristoffersson | PSRX Volkswagen Sweden       | Resumo |
| 2017 | Mattias Ekström      | EKS RX                       | Resumo |
| 2016 | Petter Solberg       | Petter Solberg World RX Team | Resumo |
| 2015 | Johan Kristoffersson | Volkswagen Team Sweden       | Resumo |
| 2014 | Petter Solberg       | PSRX                         | Resumo |